# رافاييل كوريا
رافاييل كوريا (بالبرتغالية: Rafael António Correia‏) (5 أبريل 1915 في البرتغال - ) هو لاعب كرة قدم برتغالي في مركز الهجوم. شارك مع منتخب البرتغال لكرة القدم. أما مع النوادي، فقد لعب مع نادي بيلينينسش.

## مسيرته الكروية
لعب رافاييل كوريا خلال مسيرته الاحترافية مع نادِ واحدٍ في أربعة عشر موسمًا وسجل خلالها 106 هدف ضمن 156 مباراة. حيث فاز في موسم واحد بالكأس وفي موسم واحد بالدوري.
خاض رافاييل كوريا مسيرته مع نادي بيلينينسش في موسم 1934–35 ليلعب معه أربعة عشر موسمًا، مشاركًا في 156 مباراة سجل خلالها 106 هدف.

## وصلات خارجية
- رافاييل كوريا على موقع ناشيونال فوتبول تيمز (الإنجليزية)